# Текутьев, Тимофей Петрович
Тимофей Петрович Текутьев (ок. 1714 — январь 1779) — российский государственный деятель, генерал-поручик (21 апреля 1773 года), смоленский губернатор.
Из рода дворян Текутьевых Кашинского уезда. В 1730 году принят в Киевский пехотный полк солдатом «из недорослей». Через 7 лет определён поручиком в Первый Московский полк. В 1740 году «ис того полку взят лейб гвардии в Преображенский полк в полковые секретари».
С 1742 года — капитан-поручик, с 1748 — лейб-гвардии капитан, с января 1762 — секунд-майор, с января 1764 года — лейб-гвардии Преображенского полка премьер-майор, с сентября 1766 года — генерал-майор.
С 22 сентября 1767 по 12 декабря 1774 года — смоленский губернатор.
12 декабря 1774 года последовал указ о его отставке с пожалованием ему имения в Городокском уезде Полоцкого наместничества.
Умер в январе 1779 года (по другим данным, был жив ещё в 1782 году).
Державин, познакомившийся с Текутьевым в 1762 году, написал о нём так: «Сей чиновник был человек добрый, но великий крикун, строгий и взыскательный по службе».
Тимофей Текутьев — автор наставления «Инструкция по которой в домашних и деревенских порядках исполнять неотменно следующее», составленного в 1754—1757 гг. в Санкт-Петербурге. Рукопись хранится в библиотеке Московского университета. В своей инструкции Текутьев до мельчайших подробностей описал все надобности деревенской жизни — от сроков и глубины вспашки до рецептов настоек и солений. Там же содержалось описание интерьера барского дома и домовых работ — какими они должны быть у хорошего хозяина.

## Семья
Жена: Анна Богдановна Тишина, урождённая Пассек (1731—1802) — дочь Богдана Пассека.
Сыновья: Александр (род. 1744) и Пётр (род. 1752) умерли бездетными ещё при жизни отца.